# 高常嫔
高常嬪（—1566年12月11日），順天府霸州人，高寧之女，明朝嘉靖帝之嬪。

## 生平
嘉靖十三年二月二十三日寅時出生，生母為牛氏。嘉靖二十六年二月十九日，嘉靖帝對內閣下達諭旨，稱服侍中宮皇后的宮女人數太少，雖然已有近千名宮女，但中宮及妃嬪位下的宮女仍然不足，且宮女中多有年老或患病者。而且，將來兩位皇子、四位公主出府時，按照祖制，親王需用三十餘人，公主需用二十餘人，若然不提前數年準備及進行教導，則無法應付所需。因此，禮部上奏請嘉靖帝下詔派遣官員，以在京畿地區內選取三百名十一歲以上、十四歲以下的女子。同年三月初三日，高氏被選入內庭。嘉靖四十五年（1566年）十一月初一日，「未封宮御」高氏薨逝，賜號為常嬪，治喪葬如例，同年十二月二十九日，與王常嬪同時下葬。根據《太常續考》的記載，高常嬪與宋麗嬪、任和嬪、王康妃、杜莊妃、王常嬪、温靖懿妃趙氏合葬於同一墓，葬地具體位於金山紅石口。

## 備註
1. ↑  根據《鑑江初集》所錄入的《常嬪高氏壙誌》，高常嬪是順天府霸州人，父高寧，母牛氏，生於嘉靖十三年二月二十三日寅時，嘉靖二十六年三月初三日選入內廷侍奉，嘉靖四十五年十一月初一日申時薨逝，享年三十三歲，同月十八日追封為常嬪，十二月二十九日入葬[1]。